# Ромодановский, Иван Васильевич
Князь Иван Васильевич Ромодановский по прозванию «Лихач» и «Телеляш» (ум. 1520) — воевода, наместник и боярин во время правления великих князей московских Ивана III Васильевича и Василия III Ивановича.
Из княжеского рода Ромодановские. Второй сын родоначальника, князя Василия Фёдоровича Стародубского-Ромодановского. Имел братьев, князей: Василия, Семёна, Юрия, Фёдора, Михаила и Бориса Васильевичей.

## Биография

### Служба Ивану III
В 1485 году великий князь московский Иван III организовал поход против казанского хана Ильхама, чтобы посадить на ханский престол своего ставленника Мухаммед-Амина. Во главе русского войска находились воеводы князь Василий Иванович Шиха Оболенский, Юрий Захарьевич Кошкин, князь Семён Романович Ярославский и князь Иван Васильевич Ромодановский. Русские воеводы изгнали Ильхама из Казани и посадили на ханский престол Мухаммед-Амина. В следующем 1486 году Ильхам при помощи ногайцев вернул себе ханский престол, изгнав своего младшего брата Мухаммед-Амина..
Весной 1487 года великий князь московский Иван III предпринял второй поход на Казанское ханство. В этом походе князь Иван Васильевич Ромодановский командовал судовой ратью. Русские воеводы осадили в мае Казань, которая капитулировала в июле. Казанский хан Ильхам был взят в плен вместе с матерью, братьями и сестрами. Мухаммед-Амин был вторично посажен на ханский трон в Казани.
В 1491 году послан к казанскому царю Мухаммед-Амину послом с требованием о послании против Орды войск.
В 1495 году князь вместе с другими князьями и детьми боярскими сопровождал великого князя Ивана III во время его поездки из Москвы в Великий Новгород.

### Служба Василию III
В 1507 году послан к Казани с судовой ратью. Неоднократно назначался наместником трети Московской (1507, 1511, 1512, 1515-1516 годы).
В 1513 году во время второго похода великого князя московского Василия III на Смоленск князь Иван Васильевич Ромодановский, будучи вторым из «князей и детей боярских», был оставлен «на Москве» с крещенным казанским царевичем Петром Ибрагимовичем.
В 1515 году был пожалован в бояре.
В 1520 году боярин князь Иван Васильевич Ромодановский скончался, оставив двух сыновей: Дмитрия и Андрея, которые умерли бездетными.